# زن مشغول
«زن مشغول» (انگلیسی: Busy Woman) ترانه‌ای از خواننده آمریکایی، سابرینا کارپنتر است که در نسخه دیلاکس ششمین آلبوم استودیویی‌اش با نام مختصر و مفید (۲۰۲۴) منتشر شده است. کارپنتر این ترانه را با همکاری ترانه‌سرا ایمی آلن و تهیه‌کنندهٔ ترانه، جک آنتونوف، نوشته است. این قطعه ابتدا به عنوان قطعه سیزدهم در نسخه محدود آلبوم، که در ۲۹ اوت ۲۰۲۴ توسط آیلند رکوردز منتشر شد، در دسترس قرار گرفت. کارپنتر این ترانه را به‌صورت غافلگیرانه در برخی از اجراهای تور مختصر و مفید (۲۰۲۴–۲۰۲۵) اجرا کرد، پیش از آنکه در نسخه دیلاکس آلبوم در ۱۴ فوریه ۲۰۲۵ گنجانده شود. گروه موسیقی یونیورسال این ترانه را در ۷ مارس ۲۰۲۵ به عنوان تک‌آهنگ آغازین نسخه دیلاکس، برای رادیو ایرپلی در ایتالیا منتشر کرد.

## گواهی‌نامه‌ها
| منطقه                                   | گواهی | واحد گواهی‌شده/فروش |
| --------------------------------------- | ----- | ------------------ |
| بریتانیا (بی‌پی‌آی)                       | نقره  | ۲۰۰٬۰۰۰            |
| رقم فروش+پخش جاری تنها بر پایهٔ گواهی‌ها. |       |                    |

## تاریخچه انتشار
| منطقه        | تاریخ        | فرمت            | ناشر                  | منابع |
| ------------ | ------------ | --------------- | --------------------- | ----- |
| ایتالیا      | ۷ مارس ۲۰۲۵  | رادیو ایرپلی    | گروه موسیقی یونیورسال | [ ۳ ] |
| ایالات متحدع | ۸ آوریل ۲۰۲۵ | رادیو هیت معاصر | گروه موسیقی یونیورسال | [ ۴ ] |